# Payan
Cette page présente le nom de famille Payan ainsi que ses variantes.
Payan est un patronyme occitan d'étymologie latine relativement répandu dans les régions de langue d'oc (sud de la France principalement).

## Étymologie latine et mutations depuis leXIVesiècle

### Le nom de famille «Payan» vient du vocable latin «pagani»

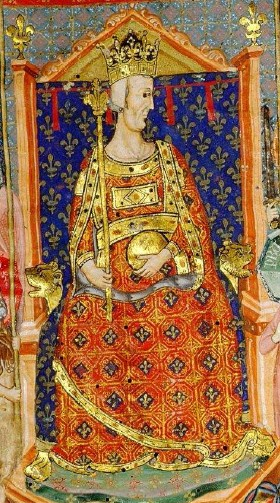
Robert Ier de 1309 à 1343.

Le vocable latin de genre masculin « pagani » est le pluriel du singulier paganus. Il relève alors de la deuxième des cinq déclinaisons latines et du premier des six cas à savoir le nominatif. Dans ce cas précis, il désigne les villageois et, plus généralement, les habitants des campagnes par opposition à ceux des villes.
Au début du XIVe siècle, dans le comté de Provence, ce vocable latin est alors utilisé comme nom de famille. En témoigne notamment la procuration du 17 avril 1320 reçue en latin médiéval devant notaire et conservée aux archives des Bouches-du-Rhône à Marseille. En effet, celle-ci dresse en 1320 les noms et prénoms des chefs de famille du « castrum de Saint-Martin » dans le Val-d'Entraunes dont les paroisses font alors partie du bailliage de Guillaumes relevant de la viguerie de Puget-Théniers et du Comté de Provence. Procuration par laquelle lesdits chefs de famille désignent « Raymondus Bonardus, dudit lieu et présent, comme leur représentant... pour prêter hommage et fidélité au Magnifique et Sérénissime, Puissant Seigneur, Illustrissime Seigneur Robert, Roi de Jérusalem et de Sicile et Comte de Provence et de Forcalquier, ou à ses procureurs recevant l'hommage en son nom. » Ledit suzerain étant, de 1309 à 1343, le roi Robert Ier de Naples dit le Sage, Comte de Provence et roi de Naples et de Sicile.

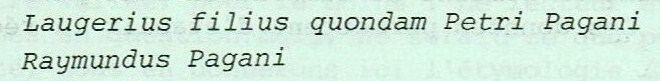

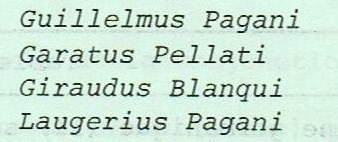

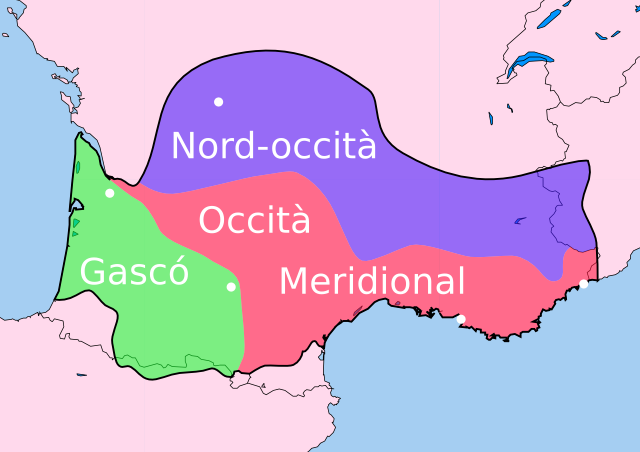
Ensembles supradialectaux de la langue d'oc (occitan).

Ladite procuration de 1320 mentionne explicitement deux noms pour chaque chef de famille. D'abord, un prénom ou nom de baptême qui leur est personnel puis un nom de famille acquis par filiation comme cela est explicitement formulé pour un des quatre « Pagani » recensés. À savoir, « Laugerius filius quondam Petri Pagani » (c'est-à-dire Laugier fils de Pierre Pagani) pour le différencier du deuxième Laugerius Pagani mentionné un peu plus loin dans ladite liste.
Dans une des régions de langue d'oc relevant de ce qu'on appelle l'Occitanie, le vocable latin « pagani » a donc donné un nom de famille qui est alors transcrit « Pagani » dans cette procuration de 1320 écrite en latin médiéval. Et, dans cette procuration, on trouve aussi un « Raymondus Pagani », un « Guillelmus Pagani » et un deuxième « Laugerius Pagani ». En tout, quatre chefs de famille au nom patronymique d'origine latine Pagani mais dont les trois prénoms d'origine germanique témoignent de l'influence des invasions barbares du haut Moyen Âge.

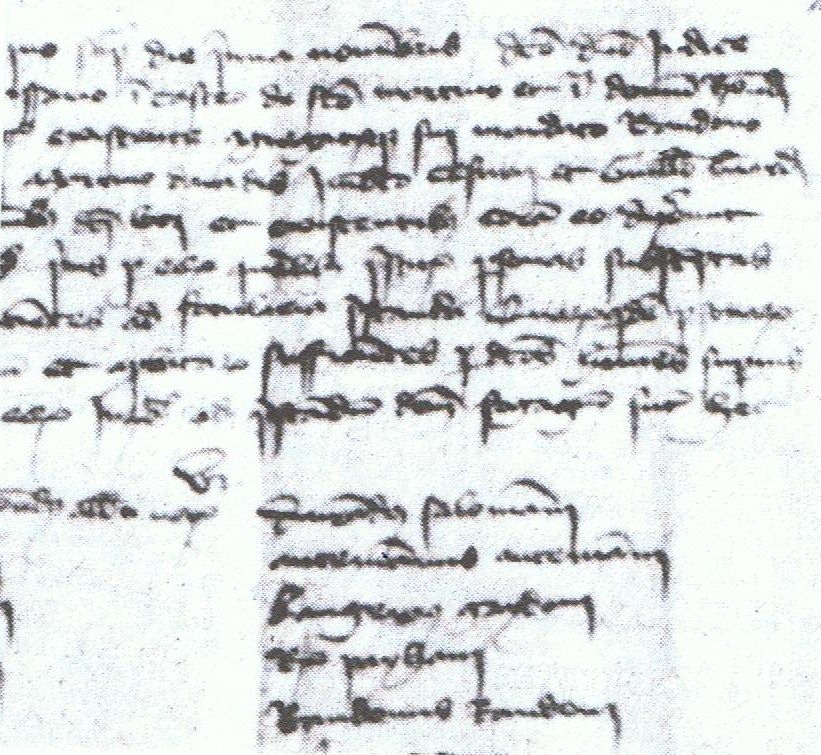
Dans le texte en latin médiéval de 1364, Raymondus Payhani est mentionné à l'avant dernière ligne avec un prénom abrégé à deux seules lettres.

En revanche, pour cette date, nous ignorons comment ce nom de famille était prononcé - voire transcrit - dans les différents parlers de l'époque (dialectes populaires) relevant de la sphère géographique de la langue d'oc et non du latin médiéval utilisé essentiellement par les religieux, les notables et autres scribes instruits ayant obligation de savoir lire et écrire en latin.

### Le nom de famille Pagani sera ensuite transcrit « Payhani »

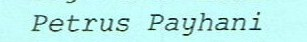

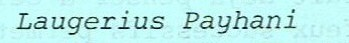

En Provence, la transcription du nom de famille « Pagani » va évoluer sous le règne de Jeanne Ire de Naples, comtesse de Provence et de Forcalquier, dite la « Reine Jeanne ». En effet, dans un document ultérieur daté de 1364, rédigé aussi en latin médiéval et reproduit pour partie ci-contre, le « g » est alors transcrit « yh » et le nom de famille « Pagani » y est alors écrit « Payhani ». Et c'est le cas pour trois des chefs de famille de la liste de 1364 : Petrus Payhani, Laugerius Payhani et Raymondus Payhani. Ledit Raymondus Payhani dont le prénom abrégé à deux seules lettres est d'ailleurs mentionné à l'avant dernière ligne du document de 1364 partiellement reproduit ci-contre.

### Puis, de la transcription «Payhani», on passe enfin à celle du nom de famille moderne «Payan»
Par la suite, dans ces régions de langue d'oc les transcripteurs vont faire disparaître, dans presque tous les cas, le « h » et, très majoritairement le « i » terminal. De ce fait, de « Pagani » puis « Payhani », ce nom de famille va être, la plupart du temps, transcrit « Payan » dans les régions de langue d'oc c'est-à-dire, essentiellement, du sud de la France.
Cette nouvelle orthographe est un claque de la langue d'oïl, celle du nord de la France, qui transcrit « Payen » avec un « e » au lieu du « a » après le « y » dès le début du XIIe siècle le nom du premier immigré lombard.

## Personnes portant ce nom
- Marie Anne Henriette de Payan de l'Estang (1744-1802), écrivaine française célébrée par Voltaire.
- Joseph-François de Payan dit Payan-Dumoulin (1759-1852), chevalier engagé dans l'action révolutionnaire, sera nommé par le Comité de salut public « commissaire de l'instruction publique » (le ministre de l'Éducation nationale de l'époque) au mois d'avril 1794 et le restera jusqu'au 27 juillet 1794 (9 Thermidor an II). Voir aussi sa biographie[9] et celle des membres de sa famille.
- Claude-François de Payan, frère du précédent, agent national de la Commune de Paris, guillotiné en thermidor 1794.
- Pierre-Nicolas Payan (?-?, après 1799), de Lacoste (Vaucluse), administrateur du district d'Apt, nommé commissaire municipal d'Apt intra muros par le Directoire exécutif le 20 frimaire an IV, refusant ce poste, nommé de nouveau administrateur central du département de Vaucluse par arrêté du Directoire du 25 fructidor an V, nommé commissaire central le 28 floréal an VI, démissionnaire remplacé le 25 prairial an VII; carrière ultérieure à préciser[réf. nécessaire].
- César Payan (1844-1894) mentionné en ces termes page 36 du volume « Les Payen ou Payan » de la collection des « Dictionnaires patronymiques » : « né le 10 mai 1844 à Entraunes (06). Sergent-major au 44e régiment d'infanterie de ligne, mis à la retraite et pensionné en 1872 après 5 années de services, pour cause de blessures et d'infirmités. Il vit alors à Entraunes. Sources : Bulletin des lois ». Voir sa courte biographie dans la partie 6.6 « Personnalités liées à la commune » de l'article Entraunes.
- César Ernest Payan (1879-1918) : né le 9 mars 1879 à Entraunes, Maire d'Entraunes de 1907 à sa "mort pour la France" le 20 août 1918 à Villers-lès-Roye (Somme) au début de la grande offensive victorieuse des Alliés dite Offensive des Cent-Jours qui se termine par la capitulation de l'Allemagne le 11 novembre 1918. Tué à l'ennemi, il est alors soldat au 65e bataillon de chasseurs à pied un des trois bataillons d'élite de la 56e division d'infanterie de réserve commandée par le général Demetz qui - envoyée d'urgence par le général Foch - arrêta en 5 jours du 27 au 31 mars 1918 dans la brèche de l'Avre-Montdidier créée sur 10 kilomètres entre Britanniques et Français, l'offensive allemande victorieuse de Ludendorff qui visait la prise de Paris et la capitulation de la France.
- Marcel César Rodolphe Payan (1909-2006), Maire d'Entraunes (Alpes-Maritimes) de 1965 à 1977.
- André Payan (1913-1984), fondateur à Nice d'une ONG - l'Association mondiale pour la formation hôtelière et touristique AMFORT devenue AMFORHT - et écrivain auteur de « La Délivrance du musée ».
- André Payan (1928-1999), coureur cycliste français.
- Christian Payan (né en 1967) , français, ancien footballeur professionnel petit cousin du cycliste André Payan[réf. nécessaire].
- Benoît Payan (né en 1978), homme politique français, maire de Marseille depuis 2020.
- Carlos Payan (1963-2024), pasteur protestant évangélique français.

## Entreprises
- Excelsior Cycles Payan, équipe cycliste créée par les Cycles Payan, qui furent un atelier et un magasin de Marseille ;
- Payan Bertrand S.A., entreprise de parfumerie de Grasse, portant le nom de deux de ses anciens dirigeants, Payan et Bertrand.